# Сокровище Энии
«Сокро́вище Э́нии» — метал-опера и концептуальный альбом российской пауэр-метал группы «Эпидемия»; продолжение первых двух частей «Эльфийской рукописи». Альбом выпущен 10 апреля 2014 года. Шестой номерной альбом.

## Сюжет
Ниже приведен краткий сюжет, оригинальную версию можно прочитать на официальном сайте группы. Спустя год после событий «Сказания на все времена» жизнь начала переходить в мирное русло. В замке короля Дезмонда, расположенном в Энии, в память о павших в битве у башни Деймоса был устроен пир, на который, в том числе, прибыли гном Дрогбар и принявший обличье кендера золотой дракон Гилтиас. Вместе с магом Ирдисом они находят в дворцовой библиотеке сведения, что в давние времена миры Энии и Ксентарона были связаны порталами. Через них активно велась торговля, но после одного загадочного случая она прекратилась. Караван с сокровищами ушёл из Энии на Ксентарон, но исчез по пути, а край, где были установлены врата, оказался накрытым ледяной бурей и с тех пор остался заброшенным.
Дрогбар и Гилтиас решают отправиться на поиски потерянных сокровищ, заручившись поддержкой Ирдиса, который снабдил их картами тех мест. Добираться, используя возможности Гилтиаса по превращению в летающего дракона, предстояло через горы и лес. Оказавшись на месте, герои обнаруживают там ледяную пустыню явно магического происхождения, и казавшуюся заброшенной Цитадель Магии, в которой некогда обитали волшебники, поддерживающие работу портала.
Но в одном из окон Цитадели горит свет, и, готовые ко всему, Гилтиас и Дрогбар входят в башню. В ней они обнаружили колдуна, назвавшегося одним из древних магов. За разговором маг согласился помочь им в их замысле и провести их к вратам.
Здесь повествование переносится в древние времена, и речь ведётся о эльфийском командире Ботар-эле, который вёл из Энии в Ксентарон тот самый злополучный караван. В тот день маги, как обычно, открыли портал, и караван вошёл в Зал Перехода (пустынное место между мирами). Неожиданно тьма, укрывавшая зал перехода, рассеялась, повеяло диким холодом и появилась огромная ледяная драконица Метель. Драконица направлялась к открытым вратам в Энию, и отряд эльфийских лучников не смог её остановить; тогда Ботар-эль ударил мечом по основанию портала, закрывая его. В Энию проник лишь магический холод, на века сковавший льдом и снегом окружающие портал земли.
Повествование возвращается к Дрогбару, Гилтиасу и магу, находящимся у портала. Гилтиас, прочитав заклинания, открывает его, и герои входят в Зал Перехода. Там они находят несметные сокровища и обнаруживают пропажу сопровождавшего их мага. Появляется драконица, накопившая злобу за века заточения и всё так же мечтающая проникнуть в Энию. Гилтиас видит, что драконица вот-вот проникнет в беззащитный перед такой силой мир Энии, и принимает решение увлечь её за собой в Ксентарон, где есть способные ей противостоять золотые драконы. Драконица преследует их, и Гилтиас с Дрогбаром прыгают в портал, ожидая, что окажутся в Ксентароне.
Вместо этого они попадают в какое-то странное место. Друзья бестелесными духами парят в окружающем пространстве, заполненном лучами золотого света. Там они видят Торвальда, который рассказывает им, что они оказались в Призрачном Храме — обители павших героев. Потом они встречаются с Безымянным Богом, создателем Ксентарона, и Нариэль, хранительницей Энии. Гилтиас и Дрогбар рассказывают им об опасности и узнают, что из-за неисправности портала драконица телепортировалась в какое-то неизвестное место. Герои просят, чтобы им разрешили вернуться в Энию. К их просьбе присоединяется и Торвальд, желающий вернуться к своей возлюбленной, которую оставил, когда отправился с Дезмондом. Желания друзей были выполнены, и они возвращаются в Энию, где их ожидают новые приключения.

## Список композиций
Сценарий и тексты песен — Юрий Мелисов
| №                   | Название                                                   | Музыка              | Вокал                                      | Длительность |
| ------------------- | ---------------------------------------------------------- | ------------------- | ------------------------------------------ | ------------ |
| 1.                  | «Опус» (инструментал)                                      | Мелисов, Иванов     | инструментальная                           | 1:26         |
| 2.                  | «Время героев»                                             | Мамонтов            | Егоров, Беркут, Румянцев                   | 5:30         |
| 3.                  | «Первый шаг»                                               | Мамонтов            | Егоров, Беркут, Румянцев                   | 3:26         |
| 4.                  | «Где рождаются рассветы»                                   | Мелисов             | Егоров, Румянцев                           | 4:18         |
| 5.                  | «Пьяный разговор»                                          | Мелисов             | Егоров, Горшенёв                           | 4:19         |
| 6.                  | «Переход» (инструментал)                                   | Иванов              | инструментальная                           | 1:46         |
| 7.                  | «Дует ветер ледяной»                                       | Мелисов, Иванов     | Елфимов, Архипова                          | 6:20         |
| 8.                  | «Стены моей цитадели»                                      | Процко              | Егоров, Румянцев, Архипова                 | 4:27         |
| 9.                  | «Среди звёзд» (инструментал)                               | Мамонтов            | инструментальная                           | 1:18         |
| 10.                 | «Призрачный храм»                                          | Мелисов             | Егоров, Лобашёв                            | 5:37         |
| 11.                 | «Смерти нет»                                               | Мелисов             | Егоров, Лобашёв, Хелависа, Серышев         | 5:03         |
| 12.                 | «Пробуждение» (инструментал)                               | Иванов              | инструментальная                           | 1:58         |
| 13.                 | «Алмазы и золото»                                          | Мелисов             | Егоров, Лобашёв, Серышев, Беркут, Румянцев | 5:00         |
| 14.                 | «Королевство слёз» (бонус-трек на издании Planeta Edition) | Захаров             | Окунев, Егоров                             | 5:23         |
| Общая длительность: | Общая длительность:                                        | Общая длительность: | Общая длительность:                        | 55:51        |

### Bonus CD2 (инструментальные версии)
| №   | Название                                                                         | Музыка          | Длительность |
| --- | -------------------------------------------------------------------------------- | --------------- | ------------ |
| 1.  | «Время героев»                                                                   | Мамонтов        | 5:30         |
| 2.  | «Первый шаг»                                                                     | Мамонтов        | 3:26         |
| 3.  | «Где рождаются рассветы»                                                         | Мелисов         | 4:18         |
| 4.  | «Пьяный разговор»                                                                | Мелисов         | 4:19         |
| 5.  | «Дует ветер ледяной»                                                             | Мелисов, Иванов | 6:20         |
| 6.  | «Стены моей цитадели»                                                            | Процко          | 4:27         |
| 7.  | «Призрачный храм»                                                                | Мелисов         | 5:37         |
| 8.  | «Смерти нет»                                                                     | Мелисов         | 5:03         |
| 9.  | «Алмазы и золото»                                                                | Мелисов         | 5:00         |
| 10. | «Королевство слёз» (бонус-трек доступен как MP3 с 21 марта 2022 на сайте группы) | Захаров         | 5:23         |

## Состав

### В ролях
- Гилтиас, золотой дракон — Евгений Егоров (Эпидемия, экс-Колизей)
- Дрогбар, царь гномов — Константин «Тролль» Румянцев (Тролль гнёт ель)
- Ирдис, эльфийский волшебник — Артур Беркут (Беркут, экс-Ария, экс-Автограф)
- Колдун — Алексей Горшенёв (Кукрыниксы)
- Ботар-Эль, эльфийский командир — Пётр Елфимов
- Торвальд, рыцарь — Андрей Лобашёв (Харизма, экс-Arida Vortex, экс-Ольви)
- Безымянный Бог, создатель Ксентарона — Михаил Серышев (экс-Мастер)
- Нариэль, Хранительница Энии — Наталья О’Шей (Хелависа) (Мельница)
- Метель, белая драконица — Маша «Scream» Архипова (Аркона) (на концертах роль исполняет Юлиана Савченко)
- А также — Павел Окунев (Арда)

### Инструменталисты
- Юрий Мелисов — гитара, речитатив (6, 9)
- Илья Мамонтов — гитара, бас-гитара
- Дмитрий Иванов — клавишные
- Дмитрий Кривенков — ударные
- Дмитрий Процко — гитара
- Иван Изотов — бас-гитара (11)